# Nadaw Lapid
Nadav Lapid, hebr. נדב לפיד (ur. 8 kwietnia 1975 w Tel Awiwie) – izraelski reżyser i scenarzysta filmowy. 

## Życiorys
Studiował filozofię na Uniwersytecie Telawiwskim. Po odbyciu obowiązkowej służby wojskowej zamieszkał w Paryżu. Powrócił jednak do Izraela, żeby ukończyć studia reżyserskie w szkole filmowej Sam Spiegel Film and Television School w Jerozolimie.
Początkowo tworzył filmy krótkometrażowe i dokumentalne. Już jego pełnometrażowy debiut kinowy Policjant (2011) zwrócił na niego uwagę krytyki. Ta historia członka izraelskiej grupy antyterrorystycznej otrzymała Nagrodę Specjalną Jury na MFF w Locarno oraz siedem nominacji do Ofirów, czyli izraelskiego odpowiednika Oscarów.
Największy sukces Lapid odniósł jednak dzięki filmowi Synonimy (2019). Utrzymany w duchu godardowskim film zrealizowany został w Paryżu i dotyczył trudnego procesu asymilacji imigranta w obcym społeczeństwie - był więc oparty na przeżyciach samego reżysera. Obraz przyniósł Lapidowi główną nagrodę Złotego Niedźwiedzia i Nagrodę FIPRESCI na 69. MFF w Berlinie. Lapid stał się pierwszym izraelskim filmowcem, którego nagrodzono berlińskim Złotym Niedźwiedziem.